# Nati nel 1914/Novembre
| Questa pagina contiene informazioni ricavate automaticamente dalle voci biografiche con l'ausilio del template Bio e di un bot. L'aggiornamento è periodico e automatico e ricostruisce completamente la pagina. Se manca una persona in questa lista, sei pregato di non aggiungerla, ma accertati piuttosto che la sua voce biografica contenga il template Bio e che i dati anagrafici siano correttamente compilati. Se il template Bio manca, inseriscilo tu stesso o, in alternativa, metti l'avviso {{tmp\|Bio}} che ne segnala la mancanza. Se i dati riportati sono sbagliati, correggi direttamente la voce biografica; le modifiche saranno visibili in questa lista entro pochi giorni. Per chiarimenti vedi il progetto biografie. La lista contiene solo le 154 persone che sono citate nell'enciclopedia e per le quali è stato implementato correttamente il template Bio. Pagina aggiornata al 2 giu 2025. |

- 1º novembre - Edmund Malecki, calciatore tedesco († 2001)
- 1º novembre - Renzo Merusi, attore e regista italiano († 1996)
- 2 novembre - Stanisław Bacia, militare polacco († 1969)
- 2 novembre - Corrado Casalini, calciatore italiano († 1993)
- 2 novembre - Salvatore Crippa, ciclista su strada italiano († 1971)
- 2 novembre - Ugo Croatto, politico e chimico italiano († 1993)
- 2 novembre - Justinus Darmojuwono, cardinale e arcivescovo cattolico indonesiano († 1994)
- 2 novembre - Jesse Flores, giocatore di baseball statunitense († 1991)
- 2 novembre - Aldo Giordani, direttore della fotografia italiano († 1982)
- 2 novembre - Ray Walston, attore statunitense († 2001)
- 3 novembre - Nereo Alfieri, archeologo italiano († 1995)
- 3 novembre - Giacinto Ellena, allenatore di calcio e calciatore italiano († 2000)
- 3 novembre - Luigi Ferraro, ufficiale italiano († 2006)
- 3 novembre - Jules Rossi, ciclista su strada italiano († 1968)
- 3 novembre - Heinrich Springer, militare tedesco († 2007)
- 3 novembre - Renato Tori, calciatore e allenatore di calcio italiano († 1983)
- 4 novembre - Carlos Castillo Armas, politico e militare guatemalteco († 1957)
- 4 novembre - Carlo Migliaccio, calciatore italiano
- 5 novembre - Sasha Argov, compositore israeliano († 1995)
- 5 novembre - Quirino Bezzi, scrittore italiano († 1989)
- 5 novembre - Karl-Erik Grahn, allenatore di calcio e calciatore svedese († 1963)
- 5 novembre - Ugo Macera, poliziotto e funzionario italiano († 2010)
- 5 novembre - Emmanuel Kiwanuka Nsubuga, cardinale e arcivescovo cattolico ugandese († 1991)
- 6 novembre - Manfredo Bertini, partigiano italiano († 1944)
- 6 novembre - Joseph Chatt, chimico britannico († 1994)
- 6 novembre - Francesco Paolo De Rosalia, calciatore italiano († 1983)
- 6 novembre - Jadwiga Głażewska, cestista, pallamanista e discobola polacca († 1979)
- 6 novembre - Jonathan Harris, attore e doppiatore statunitense († 2002)
- 7 novembre - Gabino Arregui, calciatore argentino († 1991)
- 7 novembre - Ted Fenton, calciatore e allenatore di calcio inglese († 1992)
- 7 novembre - R. A. Lafferty, scrittore di fantascienza statunitense († 2002)
- 7 novembre - Antonio Oré, cestista peruviano († 1994)
- 7 novembre - Giovanni Tabacco, storico e medievista italiano († 2002)
- 7 novembre - John Welsh, attore irlandese († 1985)
- 8 novembre - Jackie Brown, calciatore nordirlandese († 1990)
- 8 novembre - George Dantzig, matematico e statistico statunitense († 2005)
- 8 novembre - Norman Lloyd, attore, produttore televisivo e regista statunitense († 2021)
- 8 novembre - Frank McGuire, cestista e allenatore di pallacanestro statunitense († 1994)
- 9 novembre - Alan Caillou, attore e sceneggiatore inglese († 2006)
- 9 novembre - Basil Davidson, storico e africanista britannico († 2010)
- 9 novembre - Colin Falkland Gray, militare e aviatore neozelandese († 1995)
- 9 novembre - Hedy Lamarr, attrice e inventrice austriaca († 2000)
- 9 novembre - Zivia Lubetkin, antifascista e scrittrice polacca († 1976)
- 9 novembre - Gianni Puccini, regista, sceneggiatore e critico cinematografico italiano († 1968)
- 10 novembre - Edmund Conen, allenatore di calcio e calciatore tedesco († 1990)
- 10 novembre - Cy Endfield, regista e sceneggiatore statunitense († 1995)
- 10 novembre - Albert Guinchard, calciatore svizzero († 1971)
- 10 novembre - William Henry, attore statunitense († 1982)
- 10 novembre - Moshe Wolman, medico israeliano († 2009)
- 11 novembre - Howard Fast, scrittore statunitense († 2003)
- 11 novembre - Sydney Joseph Freedberg, storico dell'arte statunitense († 1997)
- 11 novembre - Daisy Bates, attivista, editrice e giornalista statunitense († 1999)
- 11 novembre - Mohamed Habib, cestista e allenatore di pallacanestro egiziano († 2007)
- 11 novembre - Józef Korbas, calciatore polacco († 1981)
- 11 novembre - John Latouche, compositore, librettista e paroliere statunitense († 1956)
- 11 novembre - Eugene Nida, linguista e traduttore statunitense († 2011)
- 11 novembre - Henry Menasco Wade, giurista e avvocato statunitense († 2001)
- 12 novembre - Joaquín Arias, calciatore cubano
- 12 novembre - Roberto Cavanagh, giocatore di polo argentino († 2002)
- 12 novembre - Sylvi Saimo, canoista finlandese († 2004)
- 12 novembre - Edward Schillebeeckx, teologo e presbitero belga († 2009)
- 12 novembre - Peter Whitehead, pilota automobilistico britannico († 1958)
- 13 novembre - Amelia Bence, attrice argentina († 2016)
- 13 novembre - Adelfo Calosci, militare italiano († 1939)
- 13 novembre - Julio Caro Baroja, antropologo, storico e linguista spagnolo († 1995)
- 13 novembre - William Gibson, drammaturgo e scrittore statunitense († 2008)
- 13 novembre - Henri Langlois, archivista, restauratore e critico cinematografico francese († 1977)
- 13 novembre - Alberto Lattuada, regista, sceneggiatore e attore italiano († 2005)
- 13 novembre - Marcella Sabbatini, attrice italiana († 2001)
- 14 novembre - Raúl Banfi, calciatore uruguaiano († 1982)
- 14 novembre - Eric Crozier, direttore teatrale, librettista e sceneggiatore britannico († 1994)
- 14 novembre - Joakim Rakovac, antifascista e partigiano croato († 1945)
- 14 novembre - Guido Scagliarini, pilota automobilistico italiano († 2017)
- 14 novembre - Florentine Rost van Tonningen, olandese († 2007)
- 14 novembre - Pavol Ušák Oliva, poeta e presbitero slovacco († 1941)
- 14 novembre - Nayef ibn 'Abd Allah, principe e militare giordano († 1982)
- 15 novembre - Angela Basarocco, religiosa italiana († 1986)
- 15 novembre - Jorge Bolet, pianista e direttore d'orchestra cubano († 1990)
- 15 novembre - Giuseppe Caprio, cardinale, arcivescovo cattolico e diplomatico italiano († 2005)
- 15 novembre - Philémon De Meersman, ciclista su strada belga († 2005)
- 15 novembre - Dona Drake, cantante, ballerina e attrice statunitense († 1989)
- 15 novembre - Petar Drapšin, generale e partigiano jugoslavo († 1945)
- 15 novembre - Alessandro Frigerio, calciatore svizzero († 1979)
- 15 novembre - Conyers Herring, fisico statunitense († 2009)
- 15 novembre - John Edward Taylor, vescovo cattolico statunitense († 1976)
- 15 novembre - Santo Trafficante Jr., mafioso statunitense († 1987)
- 16 novembre - Eddie Chapman, agente segreto britannico († 1997)
- 16 novembre - Rajmund Kupareo, teologo, presbitero e poeta croato († 1996)
- 16 novembre - Roberto Nicolosi, compositore italiano († 1989)
- 16 novembre - Wanda Pasquini, attrice italiana († 2001)
- 16 novembre - Carlo Florindo Semini, compositore e insegnante svizzero († 2004)
- 17 novembre - Albertin Disseaux, ciclista su strada belga († 2002)
- 17 novembre - Heli Finkenzeller, attrice tedesca († 1991)
- 17 novembre - Herberts Gubiņš, cestista lettone († 1980)
- 17 novembre - Eelco Nicolaas van Kleffens, giurista, politico e diplomatico olandese († 1983)
- 17 novembre - Toru Kumon, educatore giapponese († 1995)
- 17 novembre - Erich Schmidt, aviatore tedesco († 1941)
- 18 novembre - Lamberto Bartolucci, architetto italiano († 1963)
- 18 novembre - Leonard De Paur, direttore di coro, direttore d'orchestra e compositore statunitense († 1998)
- 18 novembre - Adriano Guarnieri, sciatore alpino italiano († 1983)
- 18 novembre - Alban William Phillips, economista neozelandese († 1975)
- 19 novembre - Dominic Brooklier, mafioso statunitense († 1984)
- 19 novembre - Luigi Maria Carli, arcivescovo cattolico italiano († 1986)
- 19 novembre - B. Reeves Eason Jr., attore statunitense († 1921)
- 19 novembre - Mills Godwin, politico statunitense († 1999)
- 20 novembre - Francesco Babini, presbitero e partigiano italiano († 1944)
- 20 novembre - Charles Berlitz, scrittore statunitense († 2003)
- 20 novembre - Monaldo Calari, partigiano italiano († 1944)
- 20 novembre - Jean-Pierre Grenier, attore, regista e commediografo francese († 2000)
- 20 novembre - Carmine Lidonnici, militare italiano († 1941)
- 20 novembre - Kurt Lundqvist, altista svedese († 1976)
- 20 novembre - Pasquale Ojetti, giornalista, scrittore e critico cinematografico italiano († 1997)
- 20 novembre - Emilio Pucci, aviatore, stilista e politico italiano († 1992)
- 21 novembre - Giuseppe Armosino, politico italiano († 1987)
- 21 novembre - Abdelkrim Dali, cantante e musicista algerino († 1978)
- 21 novembre - Michael Grant, storico e numismatico britannico († 2004)
- 21 novembre - Henri Laborit, medico, biologo e filosofo francese († 1995)
- 21 novembre - Abd al-Karim Qasim, generale e politico iracheno († 1963)
- 22 novembre - Herman Doerner, pallanuotista australiano († 1976)
- 22 novembre - Frank Graham, conduttore radiofonico e doppiatore statunitense († 1950)
- 22 novembre - France Kunstelj, drammaturgo sloveno († 1945)
- 22 novembre - Athos Paganelli, cestista italiano
- 22 novembre - Peter Townsend, militare, aviatore e scrittore britannico († 1995)
- 23 novembre - Vera Carmi, attrice italiana († 1969)
- 23 novembre - Gaspare Cozzi, calciatore italiano
- 23 novembre - Ellen Drew, attrice statunitense († 2003)
- 23 novembre - Arturo Ferrara, imprenditore e inventore italiano († 2009)
- 23 novembre - Charles H. MacDonald, militare e aviatore statunitense († 2002)
- 23 novembre - Bruno Pasquini, ciclista su strada italiano († 1995)
- 23 novembre - Wilson Tucker, scrittore statunitense († 2006)
- 24 novembre - Bessie Blount, fisioterapista e inventrice statunitense († 2009)
- 24 novembre - Agostino Casaroli, cardinale e arcivescovo cattolico italiano († 1998)
- 24 novembre - Lynn Chadwick, scultore britannico († 2003)
- 24 novembre - Khoren I, arcivescovo cristiano orientale armeno († 1983)
- 24 novembre - Živojin Zdravković, direttore d'orchestra serbo († 2001)
- 25 novembre - Eddie Boyd, pianista, chitarrista e compositore statunitense († 1994)
- 25 novembre - Joe DiMaggio, giocatore di baseball statunitense († 1999)
- 25 novembre - Fernanda Gosetti, scrittrice e giornalista italiana († 1999)
- 25 novembre - Robert Kessler, cestista statunitense († 2001)
- 25 novembre - Ettore Luzzatto, ingegnere chimico e scrittore italiano († 2011)
- 26 novembre - Giacomo Colussi, imprenditore italiano († 1999)
- 27 novembre - Oscar Bonivento, compositore di scacchi italiano († 2012)
- 27 novembre - Gustav Knittel, militare tedesco († 1976)
- 27 novembre - Korbinian Viechter, militare tedesco († 2006)
- 28 novembre - Modere Bruneteau, hockeista su ghiaccio e allenatore di hockey su ghiaccio canadese († 1982)
- 28 novembre - Gaetano De Rosa, militare italiano († 1938)
- 28 novembre - Cesare Zacchi, arcivescovo cattolico italiano († 1991)
- 29 novembre - Taisen Deshimaru, monaco buddhista giapponese († 1982)
- 29 novembre - Raoul Pène Du Bois, costumista statunitense († 1985)
- 29 novembre - Aldo Giuntoli, politico italiano († 2002)
- 29 novembre - Dante Guagnetti, calciatore italiano († 1992)
- 30 novembre - Corrado Baccarini, aviatore italiano († 1938)
- 30 novembre - Gianni Cajafa, attore italiano († 1997)
- 30 novembre - Mikuláš Šprinc, poeta, scrittore e presbitero slovacco († 1986)